# Multidentia exserta
Multidentia exserta är en måreväxtart som beskrevs av Diane Mary Bridson. Multidentia exserta ingår i släktet Multidentia och familjen måreväxter.

## Underarter
Arten delas in i följande underarter:
- M. e. exserta
- M. e. robsonii